# Dòng chảy

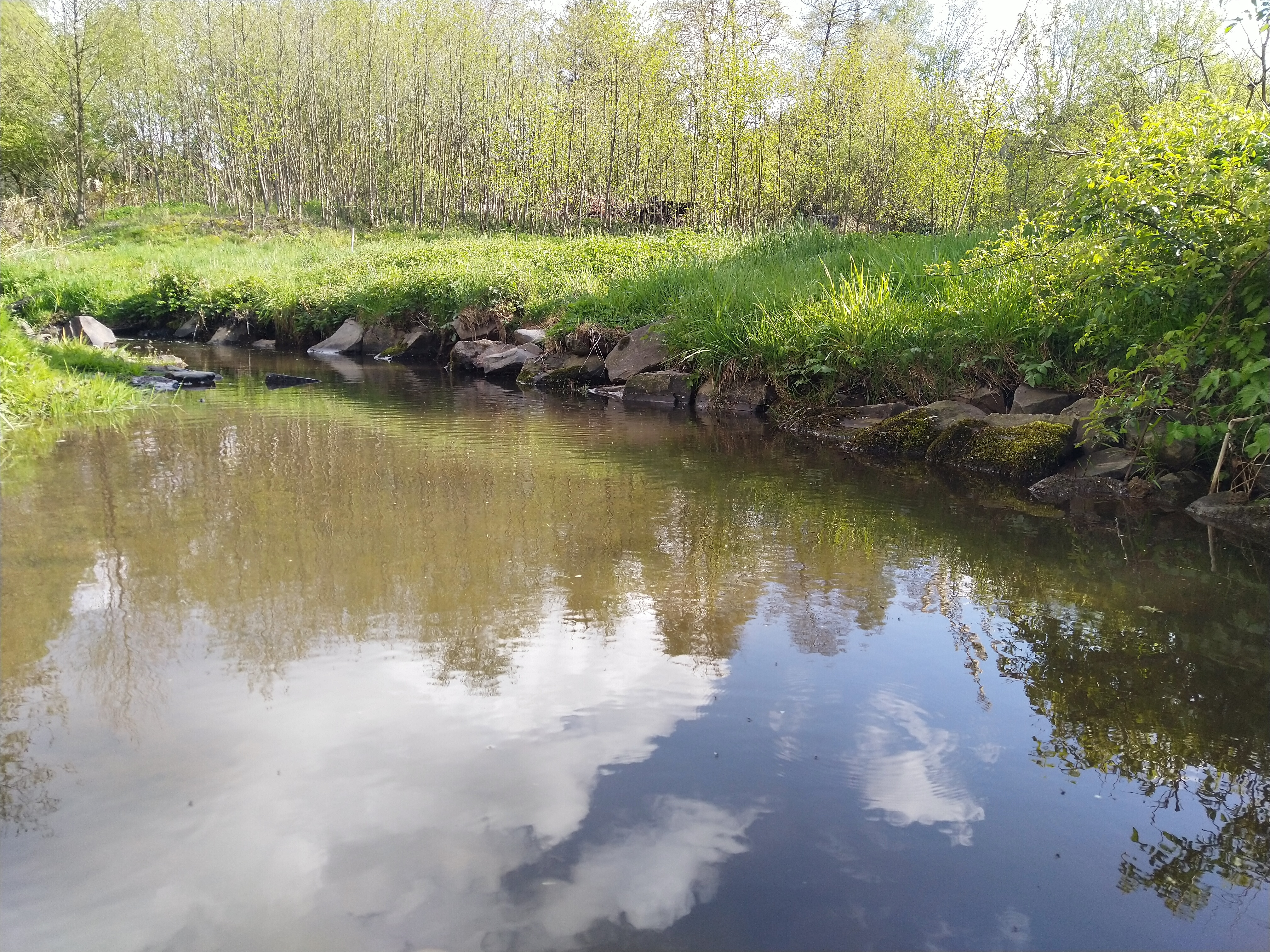
Aubach (Wiehl) ở Bắc sông- Bavaria, Đức

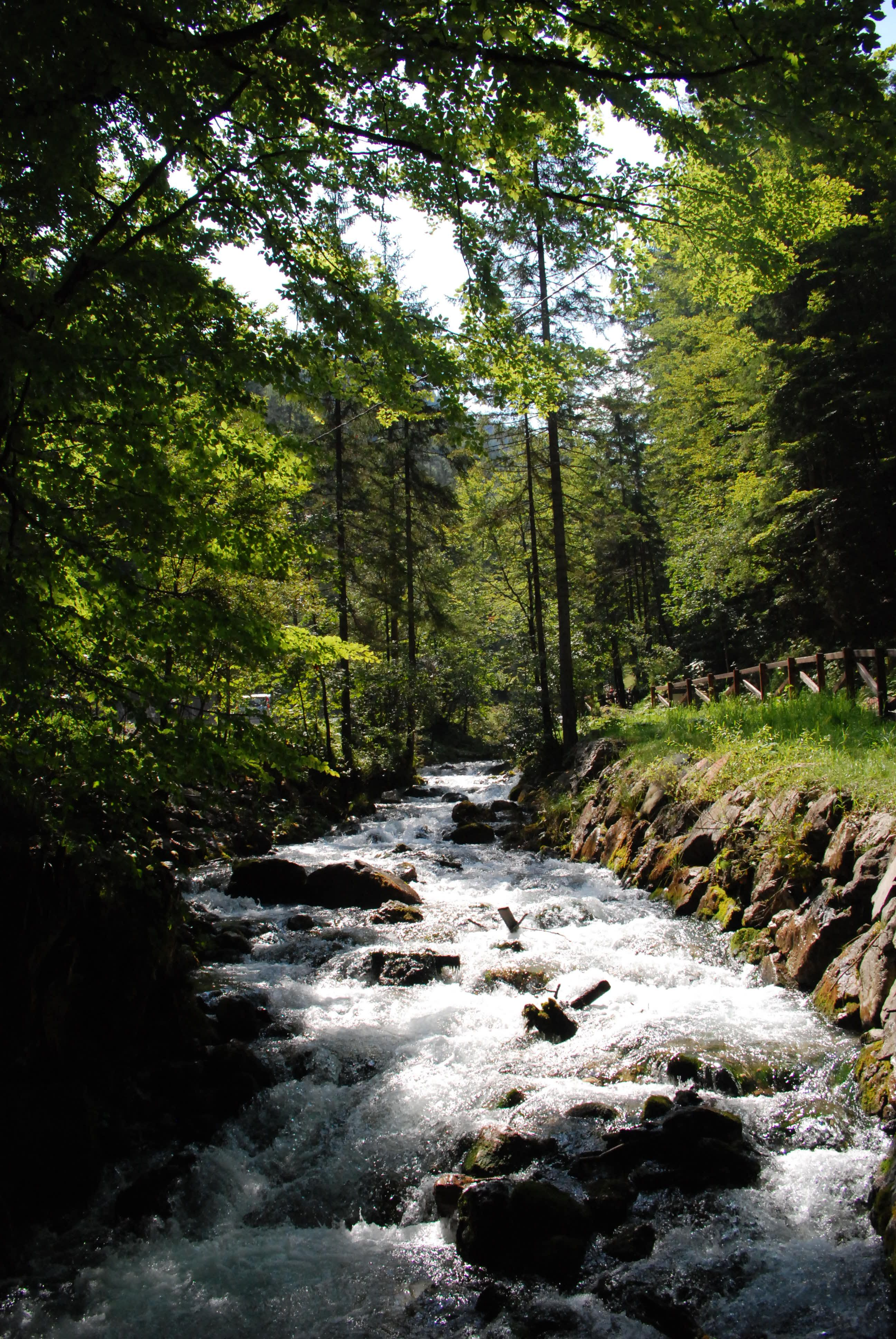
Suối đá ở Ý

Dòng chảy là một khối nước  với nước bề mặt chảy trong lòng lòng suối và bờ kênh nước. Dòng chảy của một dòng được kiểm soát bởi ba đầu vào - nước mặt, nước ngầm và nước ngầm. Bề mặt và nước dưới bề mặt rất khác nhau giữa các thời kỳ mưa. Mặt khác, nước ngầm có đầu vào tương đối ổn định và được kiểm soát nhiều hơn bởi các mô hình mưa dài hạn. Dòng chảy bao gồm các dòng chảy bề mặt, dưới bề mặt và nước ngầm đáp ứng với các biện pháp kiểm soát địa chất, địa mạo, thủy văn và sinh học.
Tùy thuộc vào vị trí của nó hoặc một số đặc điểm nhất định, một luồng có thể được gọi bằng nhiều tên địa phương hoặc khu vực. Luồng chảy lớn và dài thường được gọi là sông.
Dòng chảy rất quan trọng như ống dẫn trong chu trình nước, dụng cụ trong việc tái tạo nước ngầm và hành lang cho sự di cư của cá và động vật hoang dã. Môi trường sống sinh học trong vùng lân cận ngay lập tức của một dòng suối được gọi là vùng ven sông. Với tình trạng tuyệt chủng Holocene đang diễn ra, các dòng chảy đóng vai trò hành lang quan trọng trong việc kết nối các môi trường sống bị phân mảnh và do đó bảo tồn đa dạng sinh học. Nghiên cứu về dòng chảy và đường thủy nói chung được gọi là thủy văn bề mặt và là một yếu tố cốt lõi của địa lý môi trường.